# مطبخ نيجيري
يتكون المطبخ النيجيري من أطباق أو أصناف طعام لمئات المجموعات العرقية الأفريقية الأصلية التي تعيش في نيجيريا. ومثله كمثل مطابخ غرب أفريقيا الأخرى، فإنه يستخدم البهارات والأعشاب مع زيت النخيل أو زيت الفول السوداني لإعداد صلصات وشوربات ذات نكهة عميقة.
يمكن أن تكون الولائم النيجيرية ملونة وباهظة الثمن، في حين أن الوجبات الخفيفة العطرية التي تُباع في الأسواق وعلى جوانب الطرق، والتي تُطهى على الشوايات أو تُقلى في الزيت، وفيرة ومتنوعة. كما يُستهلك لحوم الأدغال في نيجيريا. يُعد حيوان النيص ذو الذيل الفرشاة وفئران الخيزران من أكثر أنواع لحوم الأدغال شيوعًا في نيجيريا.
أكثر الفواكه استهلاكاً في نيجيريا هي الفواكه الاستوائية مثل البطيخ، والأناناس، وجوز الهند، والموز، والبرتقال والمانجو.
يُعرف المطبخ النيجيري، مثل العديد من مطابخ غرب إفريقيا، بأنه كثير التوابل وحار.

## معرض الصور

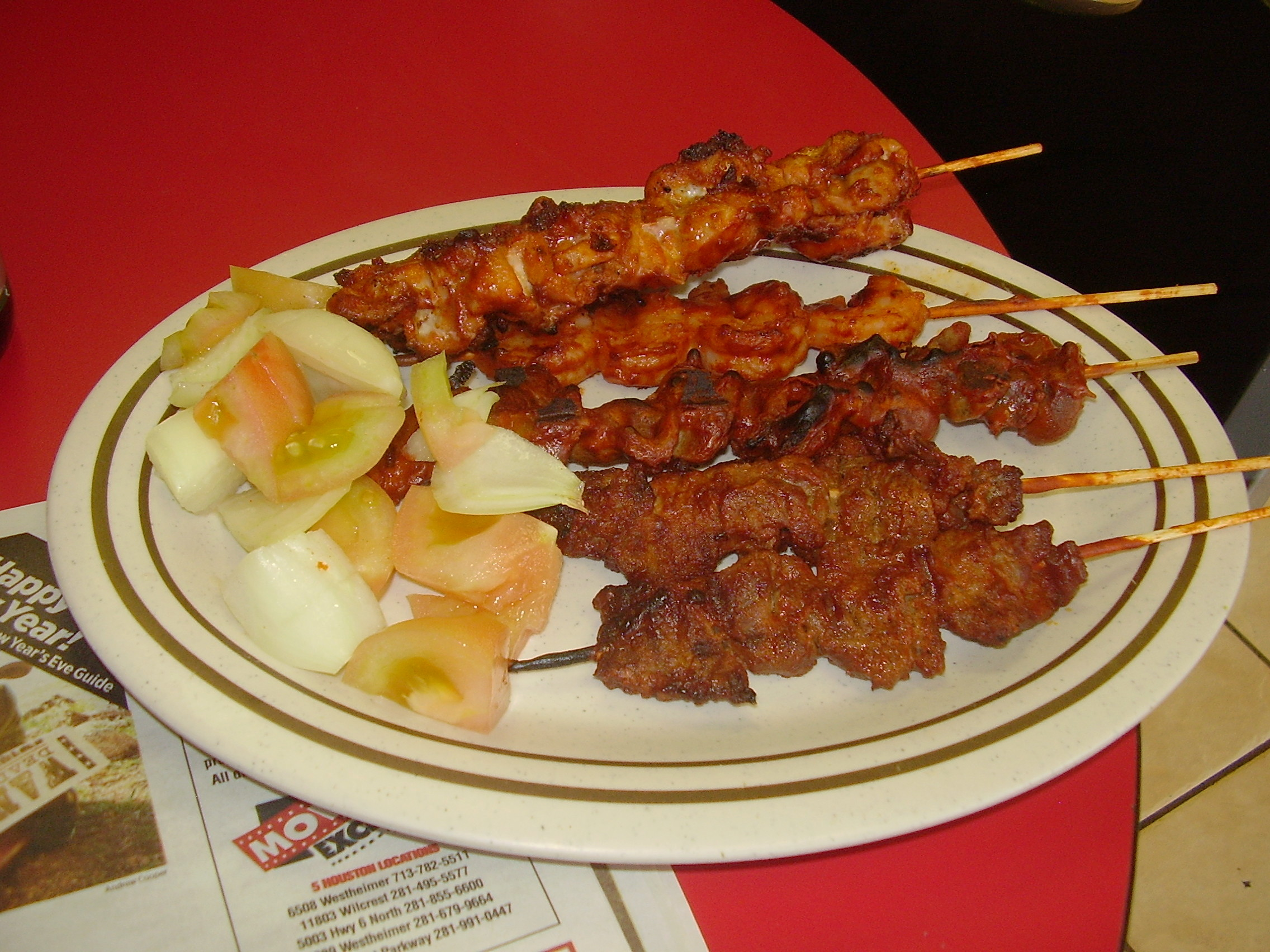
سيريه
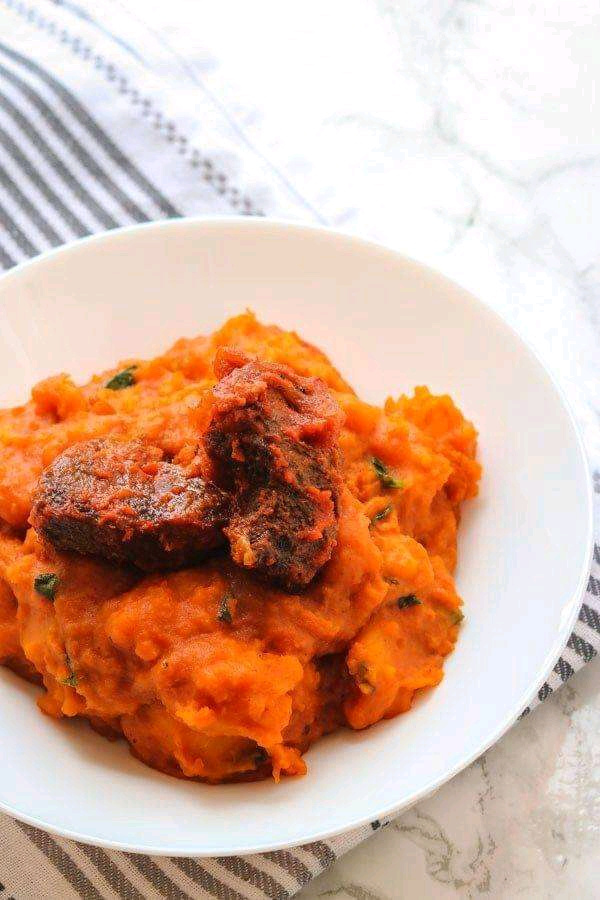
أسارو [الإنجليزية]
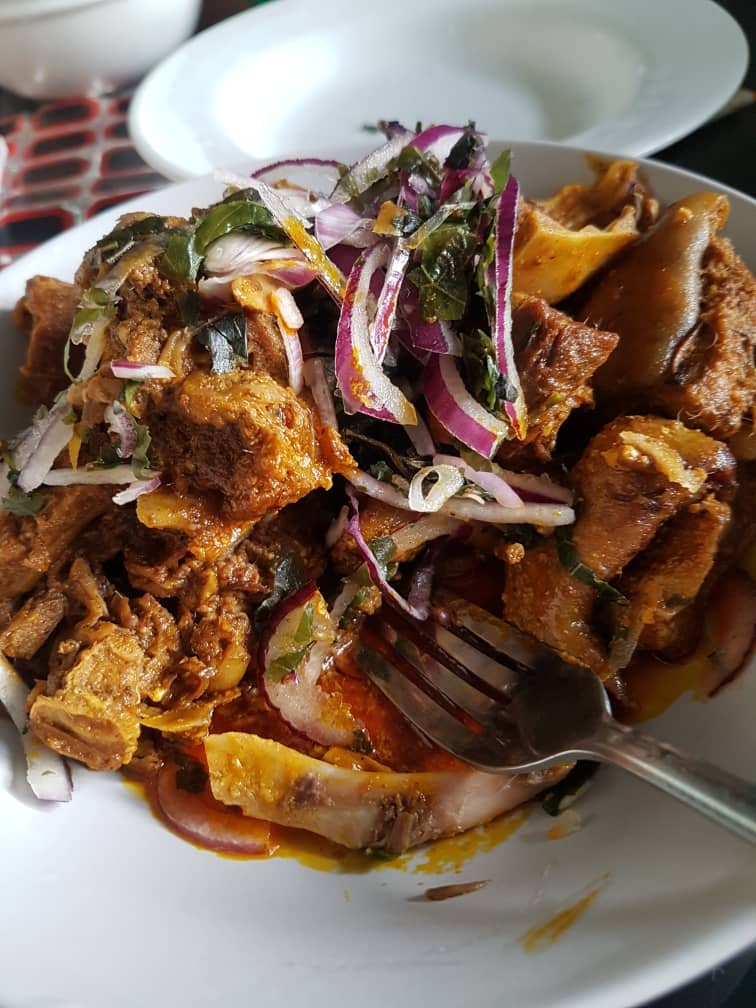
نكووبي
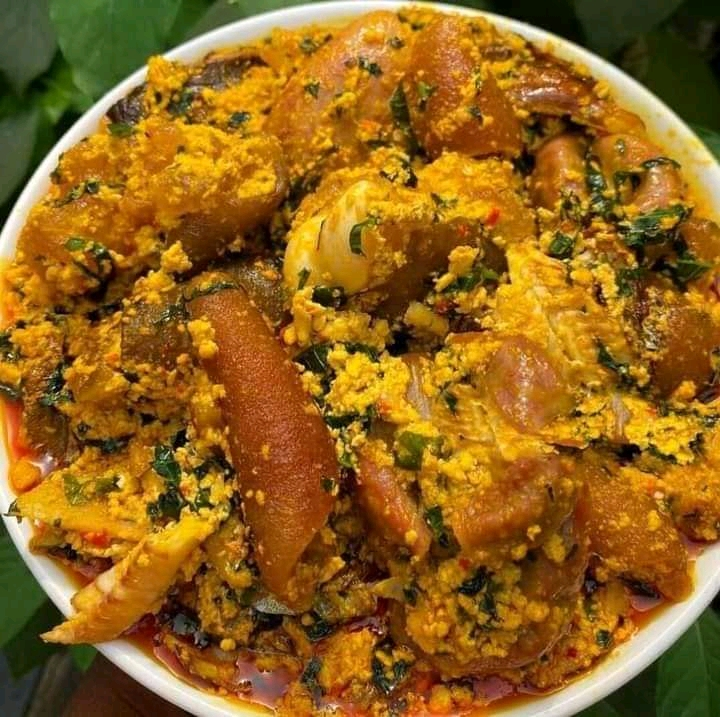
حساء إيغوسي مع بونمو ولحم البقر والأسماك